# Nickeltest
Ein Nickeltest wird benutzt, um Nickel in Metallobjekten, Legierungen und Lösungen nachzuweisen.
Weil manche Menschen allergisch auf Nickel reagieren, sind Nickel-Schnelltests erhältlich, um z. B. Schmuck, Brillengestelle oder andere Gegenstände, die mit der Haut in Berührung kommen, auf das Vorhandensein von Nickel zu testen.
Ein Nickeltest kann auch benutzt werden, um den meteoritischen Ursprung von gefundenen Eisenstücken nachzuweisen.

## Qualitative Schnelltests
Bei den klassischen Schnelltests zur qualitativen Prüfung von Schmuck etc. auf Nickel erhält man z. B. von Versandapotheken ein Set, bestehend aus präparierten Wattestäbchen und einer getrennten Lösung.
Zur Prüfung befeuchtet man die Wattestäbchen mit 1 – 2 Tropfen der Lösung und reibt mit dem Stäbchen dann die zu untersuchende Oberfläche etwa 30 Sekunden ab. Bei Vorhandensein / bzw. einer Freisetzung von Nickel aus der Oberfläche des abgeriebenen Gegenstandes färbt sich der Wattebausch, abhängig von der Nickelmenge, unterschiedlich stark rosa bis rot.
Diese Stäbchen erlauben jedoch keinen direkten Rückschluss auf die Menge des freigesetzten oder im Material enthaltenen Nickels.

## Halbquantitative und quantitative Tests
Für eine halbquantitative Untersuchung des freigesetzten Nickels in entsprechenden Konzentrationsbereichen existieren ebenfalls Prüfsets. Die hierbei zu nutzenden Prüfstäbchen werden in die auf den Nickelgehalt zu untersuchende Lösung getaucht und nach kurzer Wartezeit mit einer Farbskala verglichen, die Auskunft über den Konzentrationsbereich an in der Lösung enthaltenem Nickel liefert.
Für die Anwendung an metallischen Festkörpern sind diese Prüfstäbchen ebenfalls geeignet, lassen dann allerdings keinen Rückschluss auf die freigesetzte Nickelmenge zu und geben lediglich eine qualitative Aussage.
Die quantitative Bestimmung des Nickelgehaltes lässt sich mit Prüfstäbchen nicht zuverlässig durchführen / realisieren. Es existieren zwar genauso Prüfsets / Nickel-Tests für die genaue Quantifizierung, doch müssen die Proben, die mit dem Set behandelt worden sind immer einer anderen, gerätebasierten Analysenmethode zugeführt werden und dienen daher lediglich der Probenvorbereitung. In der Regel handelt es sich hierbei um Photometer.

## Chemischer Hintergrund
Nickelionen bilden in einem alkalischen Milieu in Kombination mit Dimethylglyoxim einen schwerlöslichen intensiv rot gefärbten Komplex, das Bis(dimethylglyoximato)nickel(II):
Für die Schnelltest-Methode wurden die Wattestäbchen herstellerseitig in einer Lösung von Dimethylglyoxim getränkt und wieder getrocknet, sodass jedes Stäbchen eine ungefähr definierte Menge an Reagenz enthält. Die auf das Stäbchen aufzubringende Lösung besteht überwiegend aus Ethanol und einer geringen Menge an Ammoniak, um den pH-Wert entsprechend basisch einzustellen. Wird mit diesem Stäbchen nun über die zu prüfende Oberfläche gerieben, gehen vorhandene Nickelionen in die Lösung über und bilden hier über die äußert empfindliche Reaktion den beschriebenen Komplex.
Die Stäbchen für die halbquantitative Aussage in einem Konzentrationsbereich enthalten eine deutlich genauer eingestellte Menge des Reagenz und können so Aussagen über die in der jeweils untersuchten Lösung enthaltenen Nickelmengen treffen.
Die Sets für die exakte quantitative Bestimmung enthalten zumeist weitere Lösungen mit zusätzlichen Reagenzien zur weiteren Probenvorbehandlung und / oder Konservierung von entnommenen Proben, die nicht in unmittelbarem zeitlichen Zusammenhang untersucht werden können.
Da Eisen(II)-Ionen beispielsweise einen ähnlich rot gefärbten Komplex bilden, Eisen(III)-Ionen jedoch nicht, wird dieses durch Zugabe von Oxidationsmitteln zuvor in die 3-wertige Oxidationsstufe überführt.
Die Nachweisgrenze liegt bei etwa 0,015 µg Nickel / ml Lösung.